# Golders Green (métro de Londres)
Pour les articles homonymes, voir Golders Green (homonymie).
Golders Green (en anglais : Golders Green tube station ou Golders Green Underground Station), est une station de la ligne Northern du métro de Londres, en zone 3 Travelcard. Elle est située sur la North End Road, à Golders Green, sur le territoire du borough londonien de Barnet, dans le Grand Londres.

## Situation sur le réseau
La station Golders Green, sur la branche d'Edgware, de la ligne Northern du métro de Londres est située entre la station Brent Cross, en direction du terminus nord Edgware, et la station Hampstead en direction du terminus sud Morden. Elle dispose de trois voies et trois quais (dont deux centraux) numérotés 1, 2-3 et  4-5. Elle est également embranchée sur le plus important dépôt de la ligne.

Plans de la ligne, du métro et des transports à Londres
Ligne Northern.
Métro.
Réseaux de Londres.

## Histoire
La station Golders Green est mise en service par la Charing Cross, Euston and Hampstead Railway (en) le 22 juin 1907.
Avant la Première Guerre mondiale des projets prévoyaient d'étendre la ligne jusqu'à Hendon et Edgware pour accroître le développement du Middlesex. Cependant la guerre a fait reporter ce projet à 1923.

## Services aux voyageurs

### Accès et accueil
L'entrée principale de la station est située sur la North End Road, à Golders Green.

### Desserte
La station Golders Green est desservie par les rames de la ligne Northern du métro de Londres circulant sur la relation Edgware  - Morden (ou Kennington).

Installations et Desserte
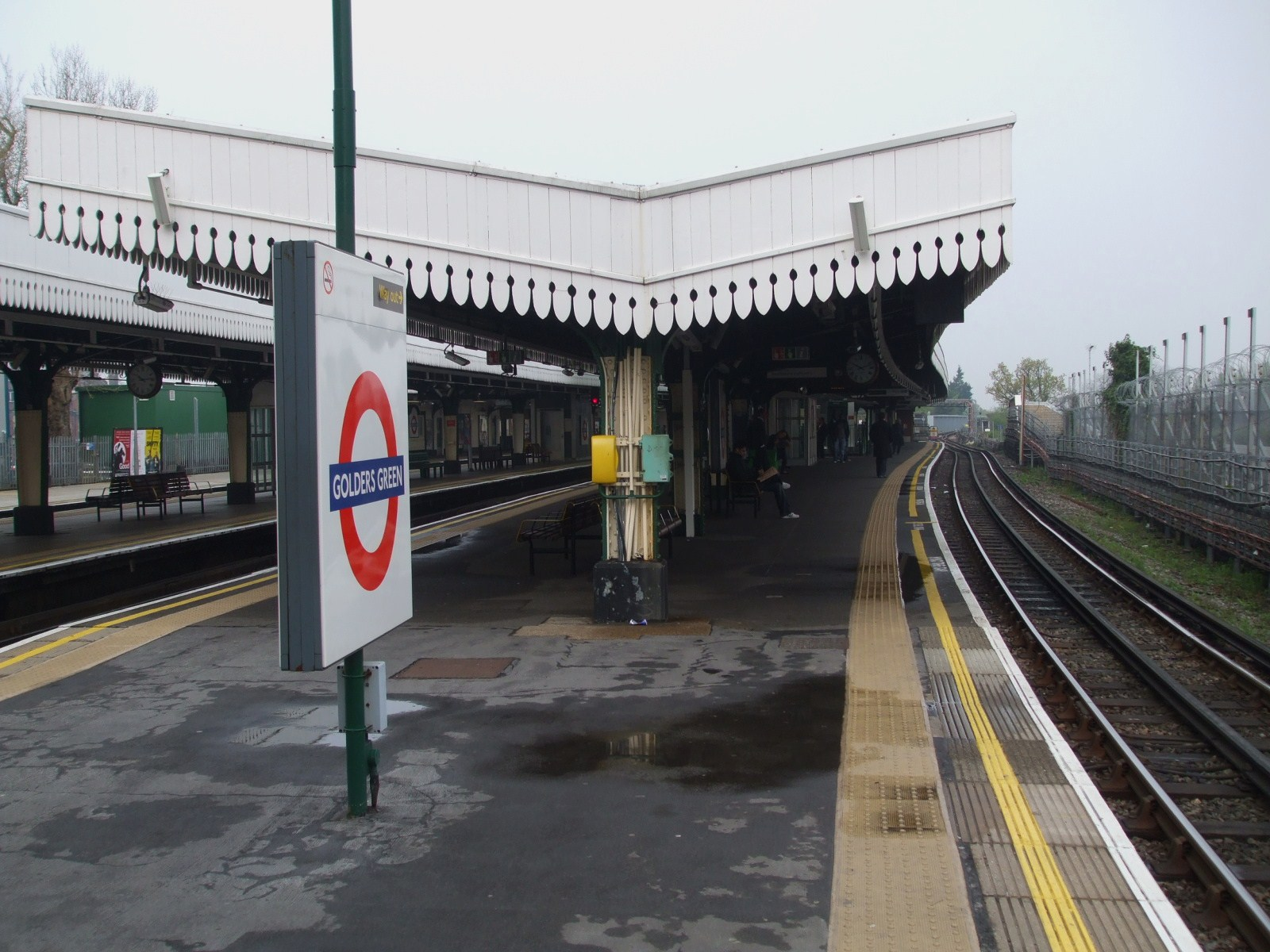
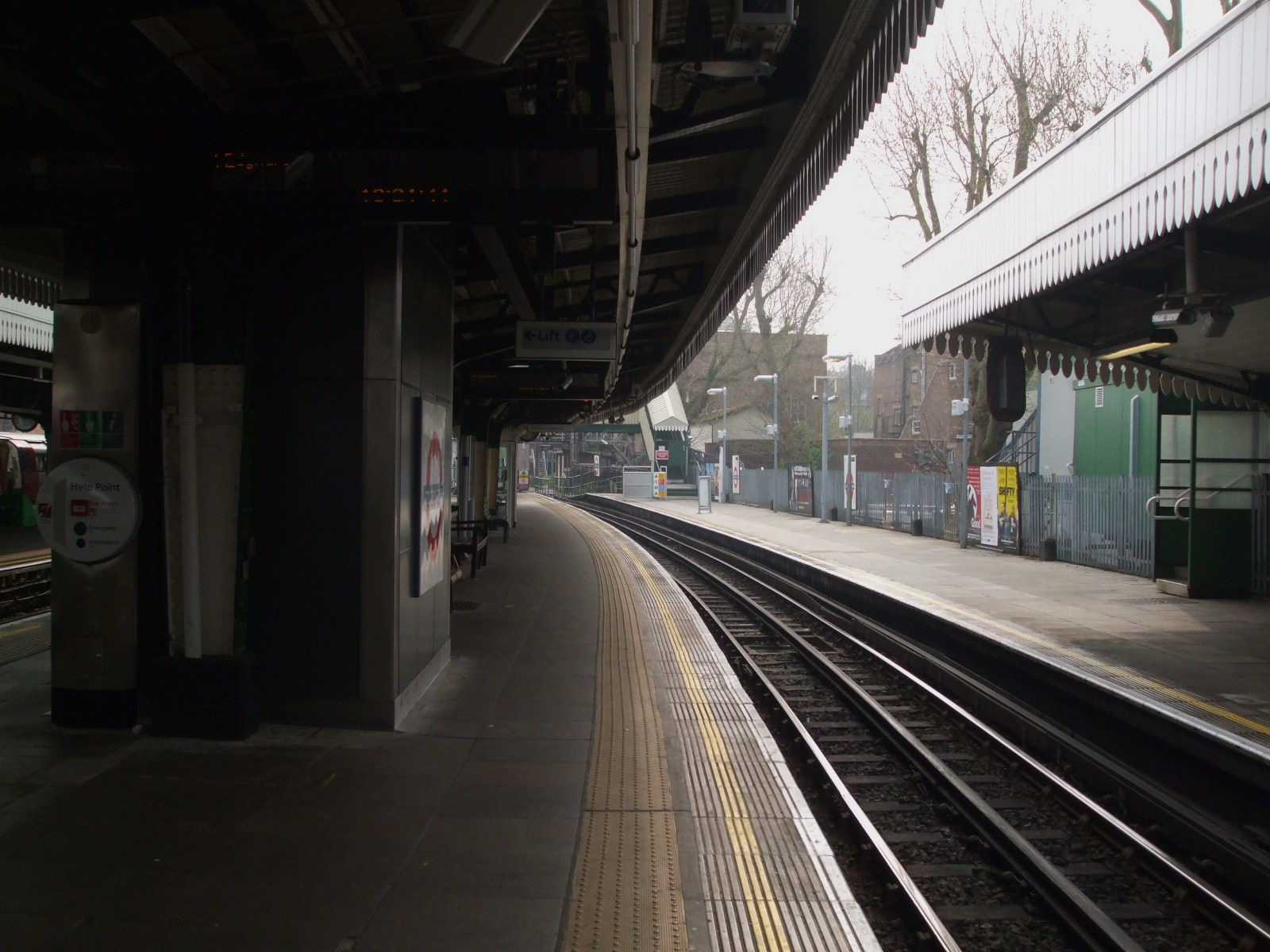
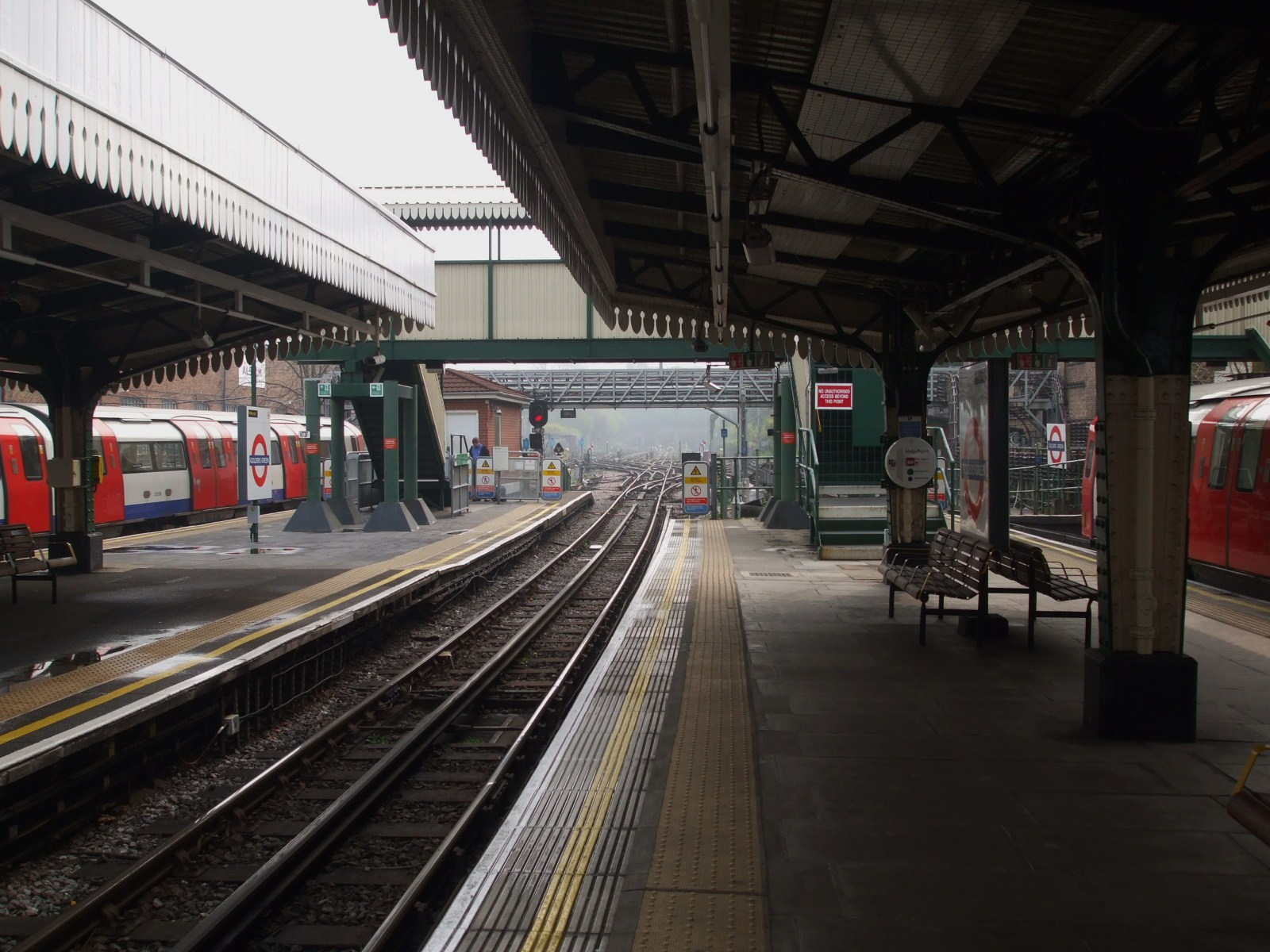

### Intermodalité
Elle est desservie par des autobus de Londres des lignes 13, 83, 102, 139, 183, 226, 240, 245, 328, 460, 631, H2 et H3.